# Bertha, Minnesota
Bertha är en ort i Todd County i Minnesota. Vid 2010 års folkräkning hade Bertha 560 invånare.